# Михалко Мазаков
Михалко Стоянов Мазаков е български общественик и революционер от Македония.

## Биография
Михалко Мазаков е роден през 1830 година в град Крива Паланка, тогава в Османската империя, днес в Северна Македония. Баща му Стоян от Кратово напуска семейството си и се изселва в Търново, където се жени повторно. Михалко Мазаков става член на Кривопаланечката българска община и е сред основателите на българското читалище „Зора“ в града през 1868 година, заради което по неколкократни гръцки клевети е арестуван. Участва в основаването на комитет на ВРО на Васил Левски в Осоговския манастир. Жени се за Ката, внучка на Йоаким Кърчовски и дъщеря на Давид Кърчовски, с която има трима сина - Георги, Асен и Петър, а четвъртият им син Борис умира рано. Михалко Мазаков умира през 1895 година.